# Kaiser Alexander (Apfel)
Kaiser Alexander ist eine alte Apfelsorte aus Russland. Der Herbstapfel zählt zu den Rambour- oder Pfundäpfeln. Benannt ist er nach Zar Alexander I.

## Sorteneigenschaften
Der Kaiser Alexander-Apfel erreicht eine beachtliche Größe. Die Schale ist über die ganze Frucht karmesinrot gestreift und getuscht, so dass die Grundfarbe kaum durchscheint. Sein Fleisch ist schön weiß, locker, saftig und von angenehm gewürzhaftem, fein himbeerartigem weinreichen Zuckergeschmack. Essbar vom November bis Februar.
Mecklenburgs erster Pomologe Franz Hermann Müschen beschreibt ihn so und liefert dabei auch einen Hinweis auf das vermutliche Alter der Sorte: „Ein Pracht-Apfel von bewunderter Größe und Schönheit, der vor acht Jahren aus Kurland in England und Deutschland eingeführt wurde. Die Probefrüchte, welche im Jahr 1817 aus Riga nach England gesandt wurden, waren 5 1/2 Zoll breit und beinahe 5 Zoll hoch.“

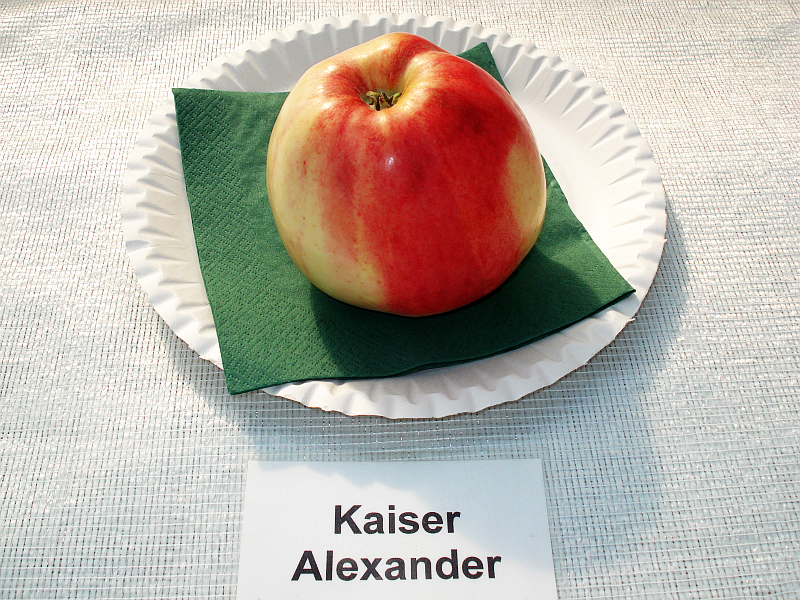
Apfelsortenschau der Baumschule Späth
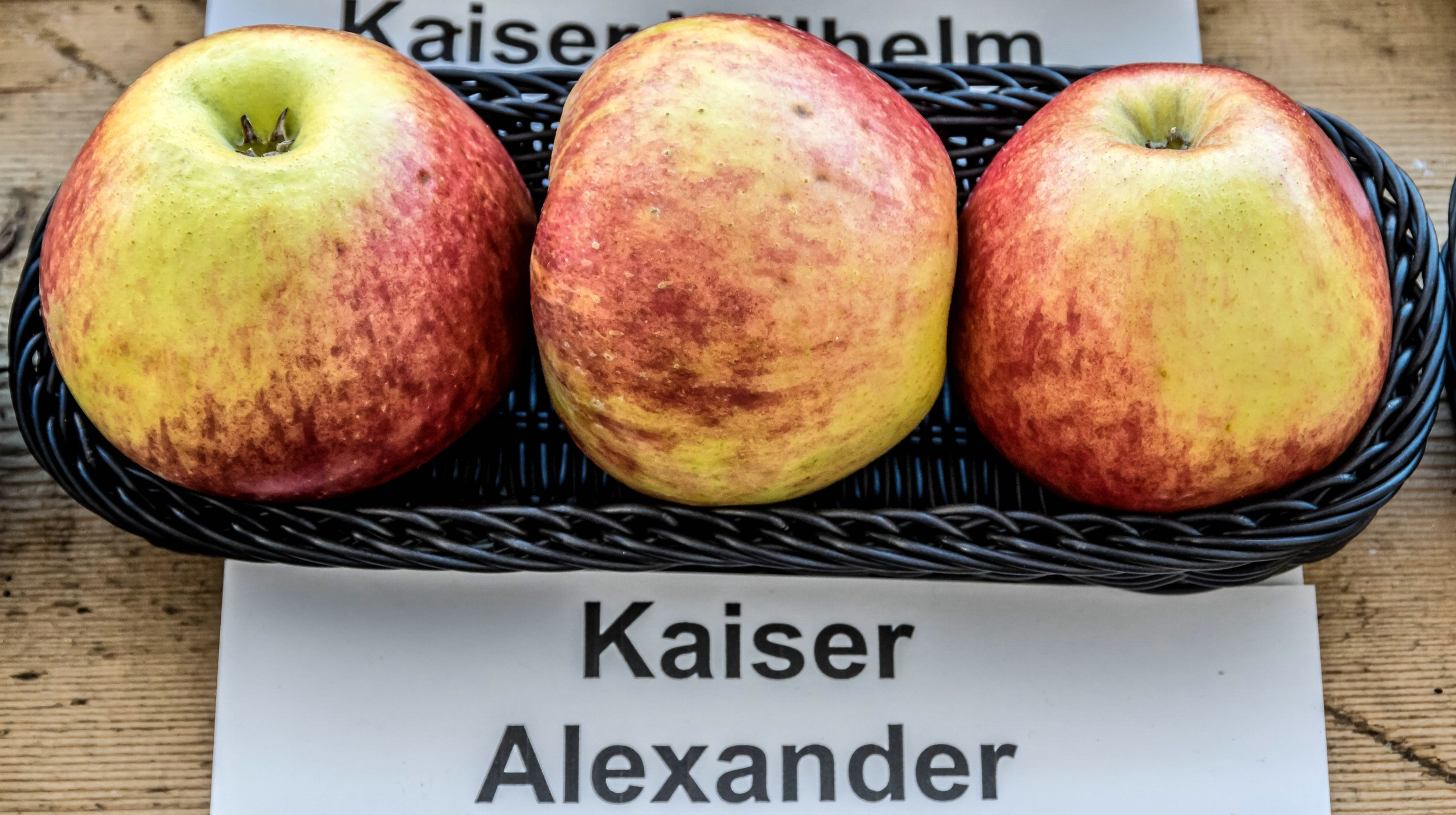
Drei-Kaiser-Treffen
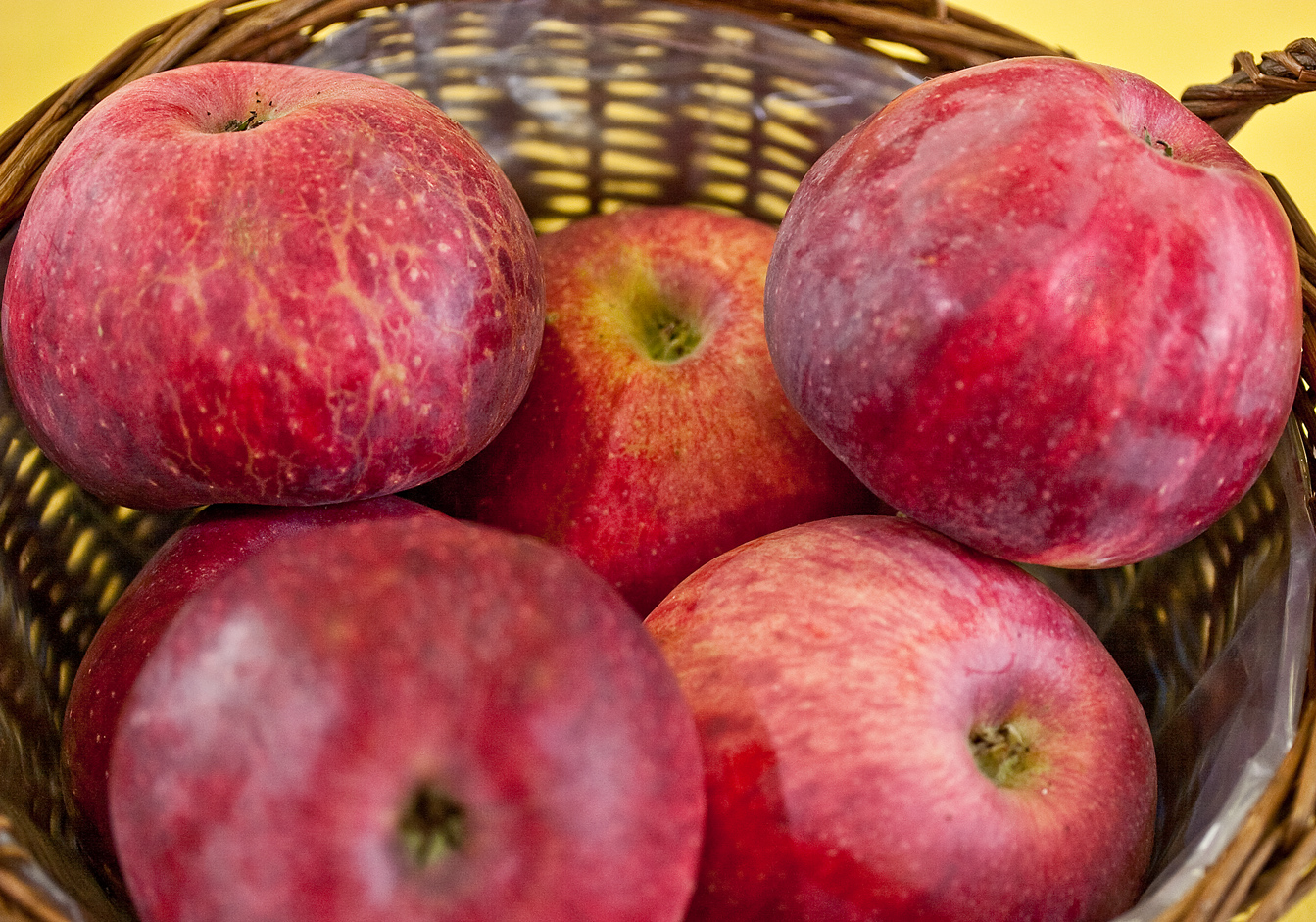
Sonnengereifte Exemplare

## Verwendung
Der französische Meisterkoch Auguste Escoffier empfahl um 1900 für Alice-Salat „schöne weiße und rosa Aepfel (Sorte Alexander der Große)“ bis auf eine dünne Wand hinter der Schale auszuhöhlen und gefüllt zu servieren.